# Мизинов, Василий Витальевич
Василий Витальевич Мизинов (род. 29 декабря 1997, Магнитогорск, Челябинская область, Россия) —  российский спортсмен по спортивной ходьбе. 

## Карьера
Тренеры —  Елена Валентиновна Сайко и  Андрей Николаевич Андреев.
Выступает за ЦСП Челябинской области, СШОР № 1 (Магнитогорск), СШОР № 2 по лёгкой атлетике имени Леонида Мосеева (Челябинск). Окончил УралГУФК— единственный в регионе спортивный вуз.
Он выиграл бронзовую медаль в спортивной ходьбе на 20 километров на чемпионате Европы по лёгкой атлетике 2018 года. Представляя официально нейтральных спортсменов на 
чемпионате мира по легкой атлетике 2019 года, он выиграл серебряную медаль также на дистанции в 20 километров. 